# 牛埔 (臺北市)
25°03′50″N 121°31′27″E / 25.063935°N 121.524179°E
牛埔，是臺北市的一個舊地名，位於今中山區、大同區交界地帶中部，範圍包括中山區的集英里西北角除外部分、民安里北端、中山里北端、圓山里東南部、晴光里、恆安里、聚葉里、聚盛里、新庄里西南角、新福里西端、新生里西北角，以及大同區的蓬萊里東大半部、民權里東大半部、雙連里東半部、星明里東北角、光能里北端。

## 歷史
台灣清治末期至日治前期，該地區為一街庄，稱為「牛埔庄」，隸屬於大加蚋堡。該庄北與山腳仔庄為鄰，東與新庄仔庄、中庄仔庄為鄰，南邊及西南邊隔雙連陂為大稻埕，西北邊為大龍峒街。
1901年（日治明治三十四年）11月，該庄為臺北廳直轄，隸屬於第三區。1906年（明治三十九年）1月，第三區改名「大龍峒區」。1920年（大正九年）牛埔庄改制為「牛埔」大字，隸屬於臺北州臺北市。1922年4月町目劃分時，牛埔大字分拆為宮前町、蓬萊町及一部分的下奎府町。
戰後臺北市改制為省轄市。1946年2月臺北市劃分為10個區，牛埔地區分別隸屬於中山區、大同區及建成區，町改制為里。1968年7月臺北市改制為院轄市。1990年3月，臺北市各區重劃，牛埔地區分屬於中山區、大同區。

## 交通
台北捷運淡水信義線、中和新蘆線有經過牛埔地區，設有民權西路站、雙連站、中山國小站。鄰近居民可由此等路線及相關路網快速前往大台北地區各地，或在台北車站轉搭高鐵、台鐵或客運前往全台各地。
省道台1甲線（中山北路二段、民權西路）、台2甲線（中山北路三段）經過本地區，均為重要的平面聯外道路。

## 學校
- 大同大學（部分）
- 成淵高中
- 新興國中
- 中山國小
- 雙蓮國小
- 大同國小（部分）

## 醫院
- 馬偕紀念醫院
- 慶生醫院

## 廟宇
- 台北市文昌宮（又稱雙連文昌宮）